# Suchdol, Kutná Hora
Suchdol là một làng thuộc huyện Kutná Hora, vùng Středočeský, Cộng hòa Séc.